# Cine Roxy (Barcelona)
El Cine Roxy va ser una sala d'exhibició cinematogràfica situada a la plaça de Lesseps de Barcelona.
El Cinema Roxy va ser inaugurat el dissabte de glòria, 12 d'abril de 1941, amb la pel·lícula Roberto Koch, el vencedor de la muerte. El seu propietari era Josep Maria Riera i Clariana, que va comprar el una part del solar on hi havia hagut la cotxera del primer tramvia que unia el centre de Barcelona amb la plaça de Lesseps des de 1872 —quan Gràcia era encara una vila independent— fins a 1910. El cinema comptava amb unes modernes instal·lacions de so i projecció i era considerat de «reestrena preferent»; sales on es projectaven pel·lícules que venien directament de les sales d'estrena i no es podien veure en altres sales del barri.
A partir de juliol de 1942, al front del cinema hi va haver Francisco Xicota Cabré, que el va llogar al seu propietari.
Tenia un aforament de 1.400 butaques totes en platea. Situat en la plaça de Lesseps, 5, el seu radi d'acció abastava als barris de Gràcia, La Salut, Vallcarca i Sant Gervasi. A l'octubre d'aquest mateix any oferia també espectacles de varietats que es van prolongar fins a l'any 1944. En 1942 va passar a programar pel·lícules de reestrena en programa doble, després del NO-DO.
El cinema va acabar la seva marxa el 2 de novembre de1969 amb la projecció de les pel·lícules Negresco i El crimen también juega. L'edifici va ser venut a la immobiliària Núñez i Navarro per a la construcció d'habitatges. Actualment, en seu lloc on hi havia el cinema hi ha una entitat bancària.
La memòria popular del cine Roxy s'ha mantingut gràcies, principalment a l'escriptor Juan Marsé i al cantautor Joan Manuel Serrat. Marsé va escriure un relat titulat El fantasma del cine Roxy, que és un homenatge a aquesta sala de cinema. També apareix el Roxy ——juntament amb els cinemes Mundial i Mahón— i la llibretera Susana —un dels personatges de El fantasma de Roxy—en el seu relat Historia de detectives. Serrat va compondre la cançó Los fantasmas del Roxy, que fa referència al cinema desaparegut i també a l'entitat bancària que va ocupar el seu lloc.